# ケニー・ララ
ケニー・ララ（Kenny Lala，1991年10月3日 - ）は、フランス・パリ出身のサッカー選手。ポジションはディフェンダー。スタッド・ブレスト29所属。

## 経歴
17歳の時にパリFCの下部組織に入団。
2011年6月15日、ヴァランシエンヌFCが10万ユーロでオファーを出したことで4年契約を結んだ。
2017年6月、RCストラスブールと2年契約を結んだ。
2021年2月1日、オリンピアコスFCと2年半契約を結んだ。